# Calophya gallifex
Calophya gallifex är en insektsart som först beskrevs av Jean-Jacques Kieffer och Jorgensen 1910.  Calophya gallifex ingår i släktet Calophya och familjen Calophyidae. Inga underarter finns listade i Catalogue of Life.